# Ochota Magdaleńska
Ochota Magdaleńska (niem. Magdalenens Lust) – piaskowcowa baszta skalna, w północno-wschodniej krawędzi środkowego piętra Gór Stołowych, wznosząca się ponad Szosą Stu Zakrętów.
Szczyt skały usytuowany jest na wysokości ok. 670 m n.p.m. Znajduje się na nim zabezpieczony barierkami punkt widokowy na Kotlinę Broumovską, Góry Suche, Sowie i Bardzkie, wraz z obszarami położonymi poniżej.
Kilkadziesiąt metrów od punktu widokowego przebiega  Główny Szlak Sudecki, od którego na szczyt skały prowadzi oznaczona kamiennym drogowskazem ścieżka.